# 干越
干越，或作邗越、贛越，是古代百越部落中的一支，其活動範圍主要位於中國江西鄱陽湖週邊一帶。早在西周時期，干越首領曾建立方國，稱邗國，都城在今江西余干一帶。後被併入吳國，因此也被稱為吳越。
也有學者認為史書上的「干越」是「于越」的誤寫。
侗族自称“干”（gaeml）。由于地方方言的差异，有些地方也称为“更”（geml）或“金”（jeml），但从词源角度来看，各地的自称是一致的。

## 外部連結
- 干越網 （页面存档备份，存于）